# The Journal of Juristic Papyrology, Supplements
The Journal of Juristic Papyrology, Supplements – seria książek z zakresu papirologii, koptologii, nubiologii, epigrafiki i dziejów antycznego grecko-rzymskiego Egiptu.

## Charakterystyka serii
W 2002 roku Fundacja im. Rafała Taubenschlaga rozszerzyła działalność wydawniczą i rozpoczęła publikację książek w serii "The Journal of Juristic Papyrology, Supplements". Są to pozycje naukowe dotyczące szeroko pojętej historii starożytnej, przede wszystkim związanej z Egiptem, papirologią i epigrafiką. Do tej pory ukazało się ponad dwadzieścia tomów tej serii, publikowanych w językach kongresowych (głównie w angielskim). Są to studia badaczy zarówno polskich (np. J. Mélèze Modrzejewskiego, J. K. Winnickiego czy E. Wipszyckiej-Bravo), jak i zagranicznych (np. J. van der Vliet, J.S. McKenzie, R. Cribiore). Ta seria wydawnicza powstaje przy wsparciu Ministerstwa Nauki i Szkolnictwa Wyższego.
JJP Suplement XI, autorstwa E. Wipszyckiej–Bravo, pt. Moines et communautés monastiques en Égypte, IVe–VIIIe siècles, otrzymał prestiżową nagrodę Fundacji na rzecz Nauki Polskiej.

## Spis książek serii
- Euergesias charin: studies presented to Benedetto Bravo and Ewa Wipszycka by their disciples, ed. by Tomasz Derda, Jakub Urbanik, Marek Węcowski, Warsaw: Sumptibus Auctorum - Fundacja im. Rafała Taubenschlaga 2002.
- Catalogue des inscriptions grecques du Musée National de Varsovie, par Adam Łajtar, Alfred Twardecki, transl. by Katarzyna Bartkiewicz, Varsovie: Fundacja im. Rafała Taubenschlaga: Musée National 2003.
- Sacra Via twenty years after, by Adam Ziółkowski, Warsaw: Fundacja im. Rafała Taubenschlaga 2004.
- Deir el-Bahari in the hellenistic and roman periods: a study of an Egyptian temple based on greek sources, by Adam Łajtar,  Warsaw: Institute of Archaeology. Warsaw University - Fundacja im. Rafała Taubenschlaga 2006.
- Marriage - ideal, law, practice: proceedings of a conference held in memory of Henryk Kupiszewski, ed. by Zuzanna Służewska, Jakub Urbanik, Warsaw: Warsaw University. Faculty of Law and Administration  2005.
- The missing link: Greek pagan historiography in the second half of the third century and in the fourth century AD, by Paweł Janiszewski, transl. by Dorota Dzierzbicka, Warsaw: Faculty of Law and Administration of Warsaw University 2006.
- Arsinoitīs nomos: administration of the Fayum under Roman rule, by Tomasz Derda, Warsaw: Faculty of Law and Administration of Warsaw University 2006.
- Tomasz Derda, Tomasz Markiewicz & Ewa Wipszycka (eds.), Alexandria: Auditoria of Kom el-Dikka and Late Antique Education, Warsaw: Faculty of Law and Administration of Warsaw University 2007.
- Tomasz Derda, Deir el-Naqlun: The Greek Papyri, volume II, Warsaw: Faculty of Law and Administration of Warsaw University 2008.
- Joseph Mélèze Modrzejewski, Droit et justice dans le monde grec et hellénistique, Warsaw: Faculty of Law and Administration of Warsaw University 2008.
- Ewa Wipszycka, Moines et communautés monastiques en Égypte, IVe–VIIIe siècles, Varsovie: Faculty of Law and Administration of Warsaw University 2009.
- Jan Krzysztof Winnicki, Late Egypt and Her Neighbours. Foreign Population in Egypt in the 1st Millennium BC, Warsaw: Faculty of Law and Administration of Warsaw University 2009.
- Qasr Ibrim: the Greek and Coptic inscriptions: published on behalf of the Egypt exploration society, by Adam Łajtar, Jacques van der Vliet, Warsaw: Warsaw University. Faculty of Law and Administration 2010.
- Tomasz Derda, P. Bodmer I Recto, A Land List from the Upper Panopolite Nome in Upper Egypt (after AD 213/4), Warsaw: Warsaw University. Faculty of Law and Administration 2010.
- Nubian voices: studies in Christian Nubian culture, ed. by Adam Łajtar, Jacques van der Vliet, with the assistance of Grzegorz Ochała, Giovanni Ruffini, Warsaw: Fundacja im. Rafała Taubenschlaga 2011.
- Grzegorz Ochała, Chronological systems of Christian Nubia, Warsaw: The Raphael Taubenschlag Foundation 2011.
- Agnieszka Kacprzak, Tra logica e giurisprudenza: argumentum a simili nei topici di Cicerone, Warsaw: The Raphael Taubenschlag Foundation 2012.
- Adam Izdebski, Rural economy in transition: Asia Minor from Late Antiquity into the early Middle Ages, Warsaw: The Raphael Taubenschlag Foundation 2013.
- Culpa facets of liability in ancient legal theory and practice: proceedings of the seminar held in Warsaw 17-19 February 2011, ed. by Jakub Urbanik, Warsaw: The Raphael Taubenschlag Foundation  2012.
- Artur Obłuski, The rise of Nobadia: social changes in northern Nubia in late antiquity, transl. by Iwona Zych, Warsaw: The Raphael Taubenschlag Foundation 2014.
- Loi et coutume dans L'Égypte grecque et romaine, par Joseph Mélèze Modrzejewski, Warsaw: The Raphael Taubenschlag Foundation  2014.
- Giovanni R. Ruffini, The Bishop, the Eparch, and the King. Old Nubian Texts from Qasr Ibrim, Warsaw: The Raphael Taubenschlag Foundation  2014.
- Ewa Wipszycka, The Alexandrian Church. People and Institutions, Warsaw: The Raphael Taubenschlag Foundation 2015.
- Krystyna Stebnicka, Identity of the Diaspora. Jews in Asia Minor in the Imperial Period, Warsaw: The Raphael Taubenschlag Foundation  2015.
- Adam Łajtar, Grzegorz Ochała, Jacques van der Vliet (edd.), Nubian Voices II: New Texts and Studies on Christian Nubian Culture, Warsaw: The Raphael Taubenschlag Foundation  2015.
- Maria Nowak, Wills in the Roman empire: a documentary approach, Warsaw: The Raphael Taubenschlag Foundation 2016.